# Georg Gottheiner

Georg Gottheiner

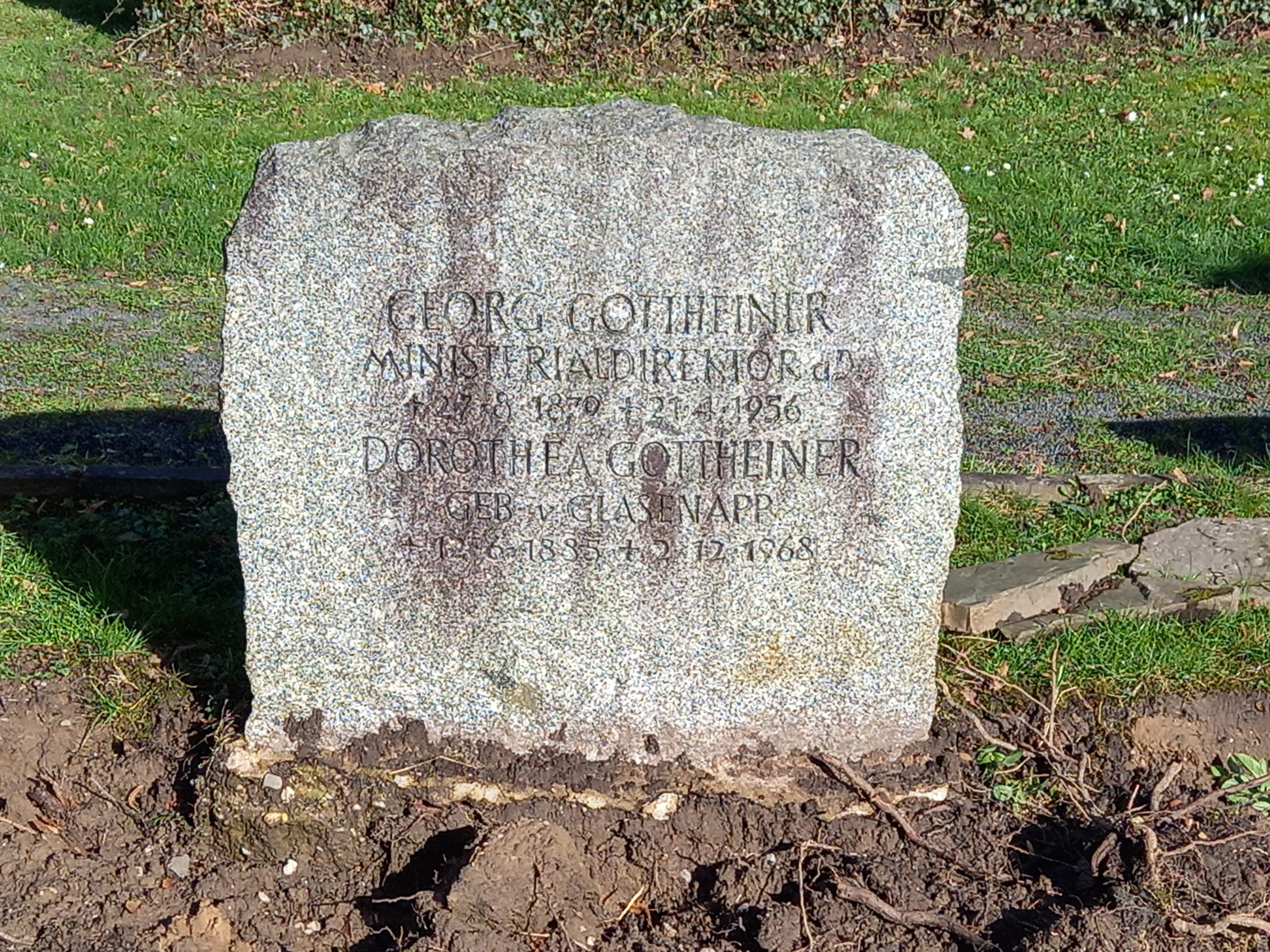
Das Grab von Georg Gottheiner und seiner Ehefrau Dorothea geborene von Glasenapp auf dem Zentralfriedhof Bad Godesberg in Bonn

Georg Gottheiner (* 27. August 1879 in Berlin; † 21. April 1956 Fazenda Bosquebelo bei Maringá, Brasilien) war ein deutscher Verwaltungsjurist und Politiker (DNVP).

## Leben und Beruf
Gottheiner, der jüdischer Abstammung war, wuchs in einer großbürgerlichen Berliner Familie auf. Sein Vater war der Stadtbauinspektor Paul Gottheiner. Seine Schwester Elisabeth Altmann-Gottheiner war eine der ersten deutschen Hochschullehrerinnen.
Gottheiner besuchte in Berlin das Falck-Gymnasium und das Königliche Wilhelms-Gymnasium. Nach dem Abitur studierte er an der Universität Lausanne und der Ruprecht-Karls-Universität Heidelberg Rechtswissenschaft. 1898 wurde er im Corps Vandalia Heidelberg recipiert. Als Inaktiver wechselte er an die Friedrich-Wilhelms-Universität zu Berlin. Nach bestandenem Staatsexamen wurde er 1901 Kammergerichtsreferendar und 1904 Regierungsreferendar bei der Regierung in Schleswig. Zum Regierungsassessor wurde er 1907 ernannt und in dieser Funktion zuerst beim Landratsamt Braunsberg/Ostpreußen eingesetzt und von 1910 bis 1914 bei der Regierung in Aachen. Von 1914 bis 1930 war er Landrat im Kreis Johannisburg (Provinz Ostpreußen), zugleich von 1916 bis 1929 Mitglied des ostpreußischen Provinziallandtages. 1928 wurde er kurzzeitig als Referent in der Ostverwaltungsstelle des Reichsinnenministeriums beschäftigt. Von 1928 bis 1932 saß er als Abgeordneter der DNVP im Deutschen Reichstag. 1930 wurde er von der preußischen Staatsregierung wegen seines Eintretens für das Volksbegehren gegen den Young-Plan zur Disposition gestellt. 1932 wurde er vom damaligen Reichsinnenminister Wilhelm Freiherr von Gayl als Ministerialdirektor und Leiter der Staatsrechtlichen Abteilung in das Reichsinnenministerium berufen. Dort war er maßgeblich an der Vorbereitung der Absetzung der demokratischen preußischen Staatsregierung unter Otto Braun (Preußenschlag) beteiligt. Im anschließenden Prozess Preußen contra Reich vor dem Staatsgerichtshof beim Reichsgericht in Leipzig war er Hauptvertreter der Reichsregierung und damit direkter Kontrahent von Arnold Brecht. Außerdem unterstützte er die konservativen Verfassungsreformpläne des Kabinetts von Papen. Im Februar 1933 wurde er vom nationalsozialistischen Reichsinnenminister Wilhelm Frick entlassen und Anfang 1934 endgültig in den Ruhestand versetzt. Nachdem er 1943 in Berlin ausgebombt worden war, nahm er nacheinander seinen Wohnsitz in Ostpreußen, Schlesien, Mecklenburg und nach dem Ende des Zweiten Weltkrieges in Niedersachsen. 1949 wanderte er nach Brasilien zu seinem Sohn aus, wo er auch verstarb.